# Bloomsbury (Camden)

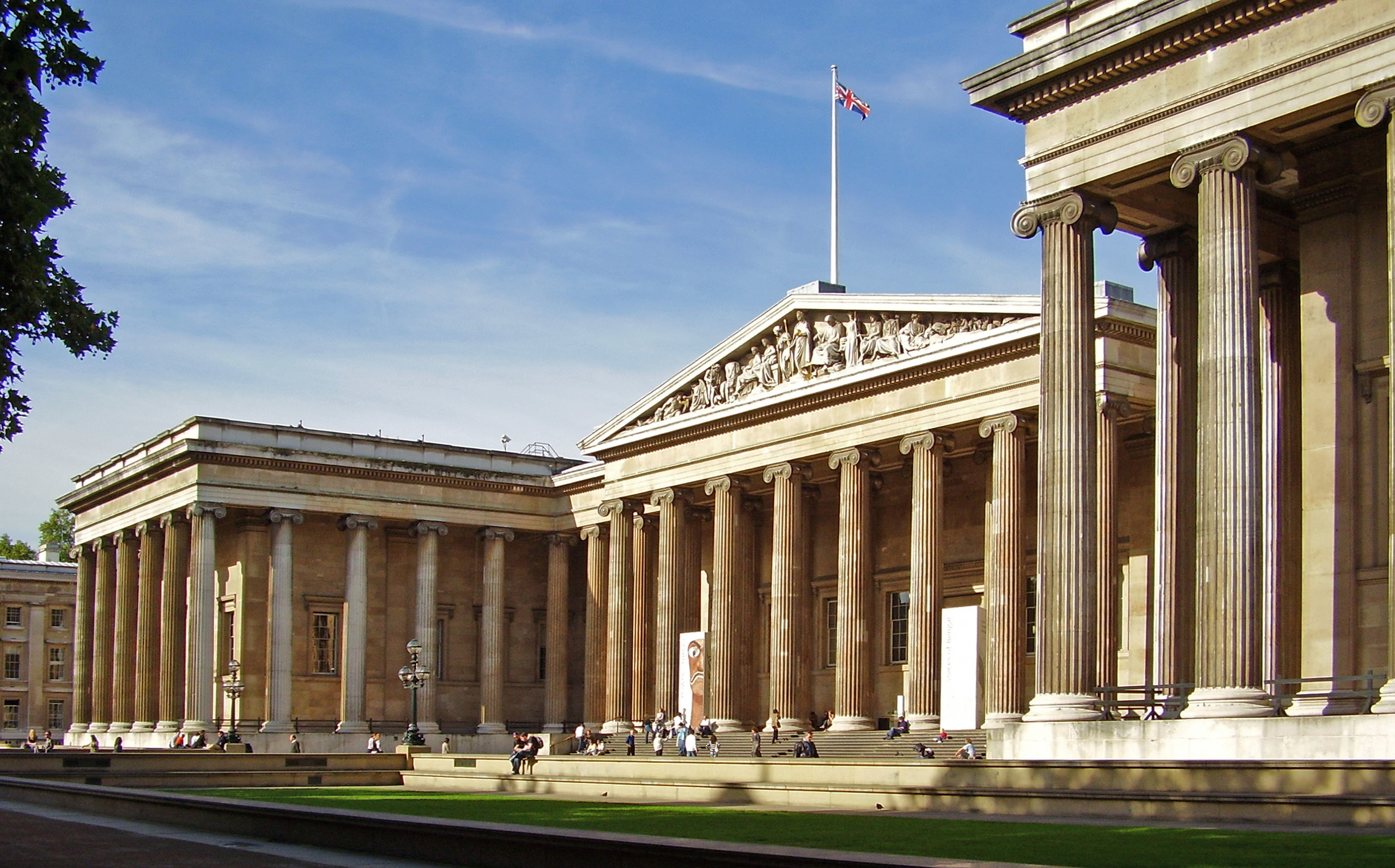
British Museum

Bloomsbury ist ein Stadtteil im London Borough of Camden von London. Er gilt als mondäne Wohngegend und beherbergt zahlreiche Kultur- und Bildungseinrichtungen.
Bloomsbury beherbergt das British Museum, das größte Museum des Vereinigten Königreichs, und mehrere Bildungseinrichtungen, darunter das University College London und eine Reihe anderer Hochschulen und Institute der University of London sowie deren Hauptsitz, das New College of the Humanities, die University of Law, die Royal Academy of Dramatic Art, die British Medical Association und viele andere. Bloomsbury ist ein intellektuelles und literarisches Zentrum Londons, Sitz des weltbekannten Bloomsbury-Verlags, des Verlegers der Harry-Potter-Reihe und Namensgeber der Bloomsbury-Gruppe, einer Gruppe britischer Intellektueller, zu der die Schriftstellerin Virginia Woolf, der Biograf Lytton Strachey und der Wirtschaftswissenschaftler John Maynard Keynes gehörten.
Die Entwicklung von Bloomsbury begann im 17. Jahrhundert unter den Earls of Southampton, aber vor allem im 19. Jahrhundert, unter dem Duke of Bedford, wurde das Viertel von dem Bauunternehmer James Burton als wohlhabende Wohngegend der Regency-Ära geplant und gebaut. Das Viertel ist bekannt für seine zahlreichen Gartenplätze, darunter Bloomsbury Square, Russell Square und Bedford Square.
Das bauliche Erbe von Bloomsbury wird derzeit durch die Ausweisung eines Erhaltungsgebiets und einen lokalen Erhaltungsausschuss geschützt. Trotzdem wächst die Besorgnis über einen Trend zu größerer und weniger sensibler Bebauung und den damit verbundenen Abriss viktorianischer und georgianischer Gebäude.

## Persönlichkeiten
- Henry Hugh Armstead (1828–1905), Bildhauer, Metallkünstler und Illustrator